# 格朗松
格朗松（法語：Grandson）是瑞士沃州的一座市镇，位于纳沙泰尔湖西岸。

## 历史
格朗松历史上最知名的事件是发生于1476年3月2日的格朗松之战。在这场战斗中，勃艮第公爵大胆查理被击败。

## 著名景点
- 格朗松城堡

## 外部連結
- （法文）格朗松官方网站 （页面存档备份，存于）